# Formation de Marjum
La formation de Marjum, également appelée calcaire de Marjum, est une formation géologique du Cambrien moyen qui s'étend dans la partie centrale du chaînon House, un massif de la région du Grand Bassin, province géologique de Basin and Range, situé dans le comté de Millard, État de l'Utah, aux États-Unis,,. La formation géologique est comprise dans la section II de la séquence stratigraphique de Sawq,,.
Cette formation géologique constitue un Konservat-Lagerstätte dont le mode préservation fossilifère est de type schistes de Burgess (en) (BST),. La formation de Marjum, équivalent de la formation de Pierson Cove (affleurante dans l'extrémité septentrionale de chaîne de House et dans la montagne de Drum), recèle notamment des gisements de fossiles de trilobites, et d'animaux vermiformes.
La formation de Marjum a été décrite et nommée en 1908 par le paléontologue Charles Doolittle Walcott d'après le flanc sud de la  Marjum Pass, site type localisé dans le chaînon House,,,.

## Pour en savoir plus